# 沈浩 (成化進士)
沈浩（1435年—？），字惟廣，應天府上元縣人，明朝政治人物。進士出身。

## 生平
順天府鄉試第十六名。成化二年（1466年）丙戌科會試第七十二名，殿試登進士第三甲第二百一十二名。

## 家族
曾祖父沈元成。祖父沈貴。父亲沈瑄。